# Signo del perro
El perro ( 狗 ) en la astrología china es uno de los doce animales del ciclo del zodiaco chino, relacionado con el calendario chino.
El año del perro se asocia con el símbolo 戌. El carácter 狗 hace referencia al animal físico y 戌  al animal del zodiaco.
El Perro junto al caballo representa la ternura, la fidelidad y la felicidad. Su signo opuesto complementario es el del Dragón y su amigo secreto es el Conejo
El Perro también es el penúltimo signo del zodiaco chino.

## Años y los cinco elementos
A las personas de signo astrológico del perro, les corresponde uno de los cinco elementos según el rango de fechas en el que haya nacido.
Las personas nacidas en estos rangos de fechas tienen diferentes símbolos elementales según el zodiaco chino.
- Del 10 de febrero de 1910 al 29 de enero de 1911: Perro de Metal.
- Del 28 de enero de 1922 al 15 de febrero de 1923: Perro de Agua.
- Del 14 de febrero de 1934 al 3 de febrero de 1935: Perro de Madera.
- Del 2 de febrero de 1946 al 21 de enero de 1947: Perro de Fuego.
- Del 18 de febrero de 1958 al 7 de febrero de 1959: Perro de Tierra.
- Del 6 de febrero de 1970 al 26 de enero de 1971: Perro de Metal.
- Del 25 de enero de 1982 al 12 de febrero de 1983: Perro de Agua.
- Del 10 de febrero de 1994 al 30 de enero de 1995: Perro de Madera.
- Del 29 de enero de 2006 al 17 de febrero de 2007: Perro de Fuego.
- Del 16 de febrero de 2018 al  4 de febrero de 2019: Perro de Tierra.
- Del 3 de febrero de 2030 al 22 de enero de 2031: Perro de Metal.
- Del 22 de enero de 2042 al 9 de febrero 2043: Perro de Agua.
- Del 8 de febrero de 2054 al 27 de enero de 2055: Perro de Madera.
- Del 26 de febrero de 2066 al 13 de febrero de 2067: Perro de Fuego.
- Del 12 de febrero de 2078 al  1 de febrero de 2079: Perro de Tierra.
- Del 30 de enero de 2090 al 17 de febrero de 2091: Perro de Metal.
- Del 17 de febrero de 2102 al 6 de febrero 2103: Perro de Agua.